# Lauren Davis
Lauren Davis (nascida em 9 de outubro de 1993) é uma tenista profissional americana. 
Conhecida por seu backhand agressivo, velocidade e força em quadra de saibro, ela conquistou dois títulos de simples no WTA Tour e alcançou o 26º lugar no ranking mundial de simples, em maio de 2017.
Ela também conquistou dez títulos de simples em Circuito Feminino da ITF.

## Vida pregressa
Davis nasceu em 9 de outubro de 1993 em Gates Mills, Ohio. Ela começou a jogar tênis aos nove anos. Ao completar 16 anos, ela deixou sua cidade natal para treinar na Evert Tennis Academy [en]. Os pais de Davis trabalham na profissão médica. Sua mãe é enfermeira e ainda mora em Gates Mills, e seu pai, William Davis, um conhecido autor de "Wheat Belly" (dietas baixas em carboidratos), é um cardiologista que trabalha em Wisconsin.

## Carreira júnior
Davis alcançou o terceiro lugar no ranking da carreira como júnior. Ela fez sua estreia no ITF Junior Circuit em setembro de 2008 aos 14 anos, via "wildcard" no US Open de 2008, perdendo para Ajla Tomljanović.
Ela começou a temporada de 2009 com uma aparição na terceira rodada no torneio de grau 1 em Carson, Califórnia, após o qual ela ganhou seu primeiro torneio júnior de simples, um campeonato internacional de quadra de grama de Grau 3 na Filadélfia, quando derrotou Brooke Bolender em três sets. No final de 2009, ela fez uma aparição nas quartas de final no US Open, venceu a Copa do Mundo de Yucatán de Grau 1 em Mérida na quadra dura e perdeu na terceira rodada no Orange Bowl.

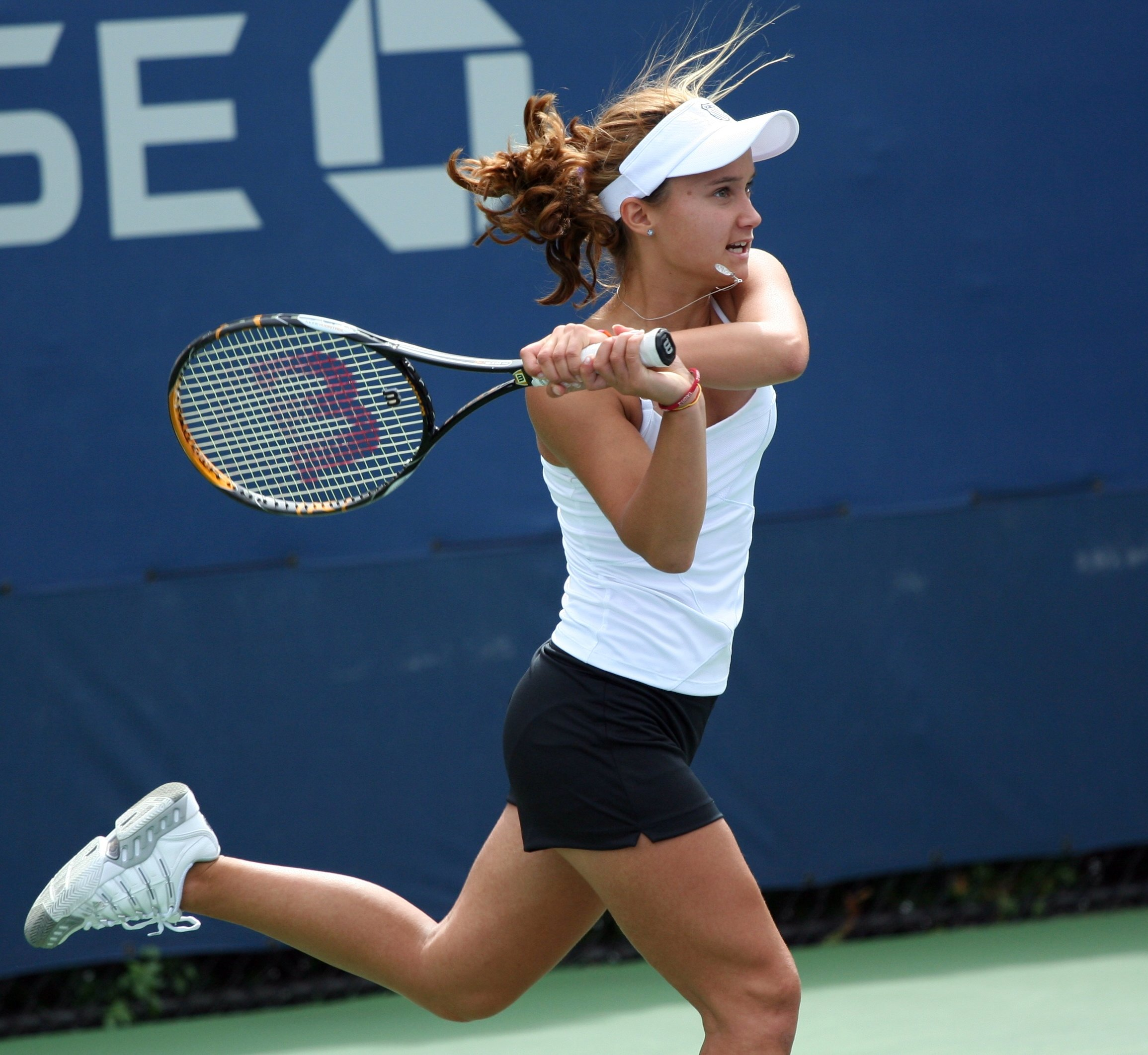
Lauren Davis no US Open júnior de 2009.

Em 2010, Davis chegou às quartas de final nos primeiros quatro meses, antes de chegar à final do Easter Bowl, perdendo para Krista Hardebeck. Ela voltou a perder uma final, desta vez no 51º Trofeo Bonfiglio para Beatrice Capra. Em novembro de 2010, ela teve uma sequência de 18 vitórias consecutivas, vencendo os torneios de grau 1 da "Yucatán World Cup" e o "Eddie Herr youth tournament", bem como o evento de Grau A Orange Bowl.
Ainda como júnior, Davis conquistou seu primeiro título profissional no saibro em um torneio da USTA em Williamsburg, Virgínia, em 2010. Ela então teve uma sequência de 27 vitórias consecutivas e conquistou seu segundo título profissional em Porto Rico. Ela encerrou sua carreira júnior com uma aparição na terceira rodada do Australian Open de 2011.

## Finais da ITF (7–3)

### Simples (7–3)
| Legenda                 |
| ----------------------- |
| Torneios de US$ 100,000 |
| Torneios de US$ 75,000  |
| Torneios de US$ 50,000  |
| Torneios de US$ 25,000  |
| Torneios de US$ 15,000  |
| Torneios de US$ 10,000  |

| Finais por Piso |
| --------------- |
| Duro (4–2)      |
| Saibro (3–1)    |
| Grama (0–0)     |
| Carpete (0–0)   |

| Status | Nº | Data              | Torneio                  | Piso     | Oponente         | Placar             |
| ------ | -- | ----------------- | ------------------------ | -------- | ---------------- | ------------------ |
| Vice   | 1. | Junho 14, 2010    | Mount Pleasant, EUA      | Saibro   | Petra Rampre     | 3–6, 2–6           |
| Campeã | 1. | Outubro 4, 2010   | Williamsburg, EUA        | Saibro   | Līga Dekmeijere  | 6–0, 6–0           |
| Campeã | 2. | Outubro 25, 2010  | Bayamón, Porto Rico      | Duro     | Madison Keys     | 7–6(7–5), 6–4      |
| Campeã | 3. | Junho 27, 2011    | Buffalo, EUA             | Saibro   | Nicole Gibbs     | 5–7, 6–2, 6–4      |
| Campeã | 4. | Julho 11, 2011    | Atlanta, EUA             | Duro     | Alexis King      | 1–6, 6–2, 6–2      |
| Campeã | 5. | Janeiro 16, 2012  | Plantation, EUA          | Saibro   | Gail Brodsky     | 6–4, 6–1           |
| Vice   | 2. | Janeiro 30, 2012  | Rancho Santa Fe, EUA     | Duro     | Julia Boserup    | 0–6, 3–6           |
| Vice   | 3. | Setembro 17, 2012 | Albuquerque, EUA         | Duro     | Maria Sanchez    | 1–6, 1–6           |
| Campeã | 6. | Setembro 24, 2012 | Las Vegas, United States | Duro     | Shelby Rogers    | 6–7(5–7), 6–2, 6–2 |
| Campeã | 7. | Fevereiro 4, 2013 | Midland, EUA             | Duro (i) | Ajla Tomljanović | 6–3, 2–6, 7–6(7–2) |